# Hansa-Brandenburg W.19
Hansa-Brandenburg W.19 là một loại máy bay tiêm kích/trinh sát của Đức trong Chiến tranh thế giới I.

## Quốc gia sử dụng
German Empire
- Kaiserliche Marine

## Tính năng kỹ chiến thuật (W.19)
Dữ liệu lấy từ German Aircraft of the First World War 
Đặc điểm tổng quát
- Kíp lái: 2
- Chiều dài: 10,65 m (34 ft 11⅜ in)
- Sải cánh: 13,8 m (45 ft 3⅜ in)
- Chiều cao: 4,10 m (13 ft 5+1⁄2 in)
- Diện tích cánh: 57.8 m² (624 ft2)
- Trọng lượng rỗng: 1.435 kg (3.157 lb)
- Trọng lượng có tải: 2.005 kg (4.411 lb)
- Động cơ: 1 × Maybach Mb.IV, 190 kW (260 hp)

 Hiệu suất bay 
- Vận tốc cực đại: 151 km/h (94 mph, 82 kn)
- Tải trên cánh: 34,7 kg/m² (7,07 lb/ft2)
- Công suất/trọng lượng: 0,097 kW/kg (0,059 hp/lb)
- Lên độ cao 1.000 m (3.280 ft): 6,4 phút
- Thời gian bay: 5 h

Trang bị vũ khí

- 2 × súng máy LMG 08/15 7,92 mm (0.312 in)
- 1 × súng máy Parabellum MG14 7,92 mm (0.312 in)